# NXT TakeOver
NXT TakeOver fue una serie de eventos producidos por la WWE. El evento fue exclusivo de la marca NXT hasta 2021, cuando la marca se reestructuró como NXT 2.0.

## Fechas y lugares
| Evento                             | Fecha                    | Lugar                    | Estadio                    | Asistencia | Evento principal                                                                  |
| ---------------------------------- | ------------------------ | ------------------------ | -------------------------- | ---------- | --------------------------------------------------------------------------------- |
| NXT TakeOver                       | 29 de mayo de 2014       | Winter Park, Florida     | Full Sail University       | 400        | Adrian Neville vs. Tyson Kidd                                                     |
| NXT TakeOver: Fatal 4-Way          | 11 de septiembre de 2014 | Winter Park, Florida     | Full Sail University       | 400        | Adrian Neville vs. Tyson Kidd vs. Sami Zayn vs. Tyler Breeze                      |
| NXT TakeOver: R Evolution          | 11 de diciembre de 2014  | Winter Park, Florida     | Full Sail University       | 400        | Adrian Neville vs. Sami Zayn                                                      |
| NXT TakeOver: Rival                | 11 de febrero de 2015    | Winter Park, Florida     | Full Sail University       | 400        | Sami Zayn vs. Kevin Owens                                                         |
| NXT TakeOver: Unstoppable          | 20 de mayo de 2015       | Winter Park, Florida     | Full Sail University       | 400        | Kevin Owens vs. Sami Zayn                                                         |
| NXT TakeOver: Brooklyn             | 22 de agosto de 2015     | Brooklyn, Nueva York     | Barclays Center            | 15.589     | Finn Bálor vs. Kevin Owens                                                        |
| NXT TakeOver: Respect              | 7 de octubre de 2015     | Winter Park, Florida     | Full Sail University       | 400        | Bayley vs. Sasha Banks                                                            |
| NXT TakeOver: London               | 16 de diciembre de 2015  | Londres, Inglaterra      | The SSE Arena, Wembley     | 10.079     | Finn Bálor vs. Samoa Joe                                                          |
| NXT TakeOver: Dallas               | 1 de abril de 2016       | Dallas, Texas            | KBH Convention Center      | 9.000      | Finn Bálor vs. Samoa Joe                                                          |
| NXT TakeOver: The End              | 8 de junio de 2016       | Winter Park, Florida     | Full Sail University       | 400        | Samoa Joe vs. Finn Bálor                                                          |
| NXT TakeOver: Brooklyn II          | 20 de agosto de 2016     | Brooklyn, Nueva York     | Barclays Center            | 15.671     | Samoa Joe vs. Shinsuke Nakamura                                                   |
| NXT TakeOver: Toronto              | 19 de noviembre de 2016  | Toronto, Ontario, Canadá | Air Canada Centre          | 12.649     | Shinsuke Nakamura vs. Samoa Joe                                                   |
| NXT TakeOver: San Antonio          | 28 de enero de 2017      | San Antonio, Texas       | Freeman Coliseum           | 9.465      | Shinsuke Nakamura vs. Bobby Roode                                                 |
| NXT TakeOver: Orlando              | 1 de abril de 2017       | Orlando, Florida         | Amway Center               | 14.975     | Bobby Roode vs. Shinsuke Nakamura                                                 |
| NXT TakeOver: Chicago              | 20 de mayo de 2017       | Rosemont, Illinois       | Allstate Arena             | —          | The Authors of Pain vs. #DIY                                                      |
| NXT TakeOver: Brooklyn III         | 19 de agosto de 2017     | Brooklyn, Nueva York     | Barclays Center            | 15.275     | Bobby Roode vs. Drew McIntyre                                                     |
| NXT TakeOver: WarGames             | 18 de noviembre de 2017  | Houston, Texas           | Toyota Center              | 14.231     | SAni†Y vs. The Authors of Pain & Roderick Strong vs. The Undisputed Era           |
| NXT TakeOver: Philadelphia         | 27 de enero de 2018      | Filadelfia, Pensilvania  | Wells Fargo Center         | 14.247     | Andrade "Cien" Almas vs. Johnny Gargano                                           |
| NXT TakeOver: New Orleans          | 7 de abril de 2018       | Nueva Orleans, Luisiana  | Smoothie King Center       | 13.955     | Johnny Gargano vs. Tommaso Ciampa                                                 |
| NXT TakeOver: Chicago II           | 16 de junio de 2018      | Rosemont, Illinois       | Allstate Arena             | 11.000     | Johnny Gargano vs. Tommaso Ciampa                                                 |
| NXT TakeOver: Brooklyn 4           | 18 de agosto de 2018     | Brooklyn, Nueva York     | Barclays Center            | 14,896     | Tommaso Ciampa vs. Johnny Gargano                                                 |
| NXT TakeOver: WarGames II          | 17 de noviembre de 2018  | Los Ángeles, California  | Staples Center             | 13,598     | Pete Dunne, Ricochet & War Raiders vs. The Undisputed Era                         |
| NXT TakeOver: Phoenix              | 26 de enero de 2019      | Phoenix, Arizona         | Talking Stick Resort Arena | —          | Tommaso Ciampa vs. Aleister Black                                                 |
| NXT TakeOver: New York             | 5 de abril de 2019       | Brooklyn, Nueva York     | Barclays Center            | 15,697     | Johnny Gargano vs. Adam Cole                                                      |
| NXT TakeOver: XXV                  | 1 de junio de 2019       | Bridgeport, Connecticut  | Webster Bank Arena         | —          | Johnny Gargano vs. Adam Cole                                                      |
| NXT TakeOver: Toronto II           | 10 de agosto de 2019     | Toronto, Ontario, Canadá | Scotiabank Arena           | 13,765     | Adam Cole vs. Johnny Gargano                                                      |
| NXT TakeOver: WarGames III         | 23 de noviembre de 2019  | Rosemont, Illinois       | Allstate Arena             | 10,500     | Tommaso Ciampa, Keith Lee, Dominik Dijakovic & Kevin Owens vs. The Undisputed Era |
| NXT TakeOver: Portland             | 16 de febrero de 2020    | Portland, Oregón         | Moda Center                | —          | Adam Cole vs. Tommaso Ciampa                                                      |
| NXT TakeOver: In Your House (2020) | 7 de junio de 2020       | Winter Park, Florida     | Full Sail University       | 0          | Charlotte Flair vs. Io Shirai vs. Rhea Ripley                                     |
| NXT TakeOver: XXX                  | 22 de agosto de 2020     | Winter Park, Florida     | Full Sail University       | 0          | Keith Lee vs. Karrion Kross                                                       |
| NXT TakeOver: 31                   | 4 de octubre de 2020     | Orlando, Florida         | WWE Performance Center     | 0          | Finn Bálor vs. Kyle O'Reilly                                                      |
| NXT TakeOver: WarGames IV          | 6 de diciembre de 2020   | Orlando, Florida         | WWE Performance Center     | 0          | The Undisputed Era vs. Pat McAfee, Pete Dunne, Oney Lorcan & Danny Burch          |
| NXT TakeOver: Vengeance Day        | 14 de febrero de 2021    | Orlando, Florida         | WWE Performance Center     | 0          | Finn Bálor vs. Pete Dunne                                                         |
| NXT TakeOver: Stand & Deliver      | 7 de abril de 2021       | Orlando, Florida         | WWE Performance Center     | 500        | Io Shirai vs. Raquel González                                                     |
| NXT TakeOver: Stand & Deliver      | 8 de abril de 2021       | Orlando, Florida         | WWE Performance Center     | 500        | Kyle O'Reilly vs. Adam Cole                                                       |
| NXT TakeOver: In Your House (2021) | 13 de junio de 2021      | Orlando, Florida         | WWE Performance Center     | 300        | Karrion Kross vs. Johnny Gargano vs. Kyle O'Reilly vs. Pete Dunne vs. Adam Cole   |
| NXT TakeOver: 36                   | 22 de agosto de 2021     | Orlando, Florida         | WWE Performance Center     | 300        | Karrion Kross vs. Samoa Joe                                                       |

## Eventos

### NXT TakeOver
NXT TakeOver tuvo lugar el 29 de mayo de 2014 desde la Universidad Full Sail en Winter Park, Florida. Es el segundo evento trasmitido en vivo por el WWE Network.

#### Resultados
En paréntesis se indica el tiempo de cada combate:
- Dark Match: Bayley derrotó a Sasha Banks.
  - Bayley cubrió a Banks.
- Adam Rose derrotó a Camacho. (5:04)
  - Rose cubrió a Camacho después de un «Party Foul».
- The Ascension (Konnor & Viktor) derrotaron a El Local  & Kalisto y retuvieron el Campeonato en Parejas de NXT. (6:23)
  - Konnor cubrió a El Local después de un «Fall of Man».
- Tyler Breeze derrotó a Sami Zayn y ganó una oportunidad por el Campeonato de NXT. (15:59)
  - Breeze cubrió a Zayn después de un «Beauty Shot».
- Charlotte (con Ric Flair) derrotó a Natalya (con Bret Hart) y ganó el vacante Campeonato Femenino de NXT. (17:25)
  - Charlotte cubrió a Natalya después de un «Bow Down to the Queen».
  - Después de la lucha Charlotte y Natalya se abrazaron en señal de respeto, al igual que Hart y Flair.
  - Este combate fue la final de un torneo para coronar una nueva campeona después de que Paige dejara el título vacante.
- Adrian Neville derrotó a Tyson Kidd y retuvo el Campeonato de NXT. (21:00)
  - Neville cubrió a Kidd después de un «Red Arrow».
  - Después de la lucha Neville le extendió la mano a Kidd en señal de respeto, pero este se la negó.

### NXT TakeOver: Fatal 4-Way
NXT TakeOver: Fatal Fatal 4-Way tuvo lugar el 11 de septiembre de 2014 desde la Universidad Full Sail en Winter Park, Florida.

#### Resultados
En paréntesis se indica el tiempo de cada combate:
- Dark Match: Paige derrotó a Becky Lynch (3:38).
  - Paige cubrió a Lynch después de un «RamPaige».
  - La lucha fue incluida en la versión DVD del show, sacado a la venta en 2015.
- The Lucha Dragons (Sin Cara & Kalisto) derrotaron a The Ascension (Konnor & Viktor) y ganaron el Campeonato en Parejas de NXT. (6:30)
  - Kalisto cubrió a Viktor después de un «Salida del Sol».
- Baron Corbin derrotó a CJ Parker. (0:29)
  - Corbin cubrió a Parker después de un «End of Days».
- Enzo Amore (con Colin Cassady) derrotó a Sylvester Lefort (con Marcus Louis) en un Hair vs. Hair Match. (5:43)
  - Amore cubrió a Lefort con un «Roll-Up».
  - Después de la lucha, Amore y Cassady iban a rapar a Lefort, pero éste huyó, por lo que raparon a Louis.
- Bull Dempsey derrotó a Mojo Rawley. (1:10)
  - Dempsey cubrió a Rawley después de un «Diving Headbutt».
- Charlotte derrotó a Bayley y retuvo el Campeonato Femenino de NXT. (10:42)
  - Charlotte cubrió a Bayley después de un «Natural Selection».
  - Después de la lucha, Sasha Banks acudió a atacar a Bayley, pero fue detenida por Charlotte.
- Adrian Neville derrotó a Sami Zayn, Tyler Breeze y Tyson Kidd y retuvo el Campeonato de NXT. (22:16)
  - Neville cubrió a Kidd después de un «Red Arrow».

### NXT TakeOver: R Evolution
NXT TakeOver: R Evolution tuvo lugar el 11 de diciembre de 2014 desde la Universidad Full Sail en Winter Park, Florida.

#### Resultados
En paréntesis se indica el tiempo de cada combate:
- Dark Match: Bull Dempsey derrotó a Steve Cutler.
  - Dempsey cubrió a Cutler.
- Kevin Owens derrotó a CJ Parker. (3:14)
  - Owens cubrió a Parker después de un «Pop-up Powerbomb».
- The Lucha Dragons (Sin Cara & Kalisto) derrotaron a The Vaudevillains (Aiden English & Simon Gotch) y retuvieron el Campeonato en Parejas de NXT. (6:40)
  - Kalisto cubrió a Gotch después de un «Salida del Sol».
- Baron Corbin derrotó a Tye Dillinger. (0:41)
  - Corbin cubrió a Dillinger después de un «End of Days».
- Finn Bálor & Hideo Itami derrotaron a The Ascension (Konnor & Viktor). (11:38)
  - Bálor cubrió a Viktor después de un «Coup de Grâce».
- Charlotte derrotó a Sasha Banks y retuvo el Campeonato Femenino de NXT. (12:12)
  - Charlotte cubrió a Banks después de un «Natural Selection» desde la tercera cuerda.
- Sami Zayn derrotó a Adrian Neville en un Title vs. Career Match y ganó el Campeonato de NXT. (23:17)
  - Zayn cubrió a Neville después de un «Helluva Kick».
  - Si Zayn perdía, hubiera abandonado NXT.
  - Después de la lucha, Zayn y Neville se abrazaron en señal de respeto.
  - Después de la lucha el roster de NXT salió a festejar la victoria de Zayn, sin embargo Kevin Owens atacó a Zayn y le aplicó un «Apron Powerbomb».

### NXT TakeOver: Rival
NXT TakeOver: Rival tuvo lugar el 11 de febrero de 2015 desde la Universidad Full Sail en Winter Park, Florida.

#### Resultados
En paréntesis se indica el tiempo de cada combate:
- Dark Match: Enzo Amore & Colin Cassady derrotaron a The Vaudevillains (Aiden English & Simon Gotch).
  - Cassady cubrió a English.
- Hideo Itami derrotó a Tyler Breeze. (8:14)[4]
  - Itami cubrió a Breeze después de un «Shotgun Kick».
- Baron Corbin derrotó a Bull Dempsey en un No Disqualification Match. (4:05)[5]
  - Corbin cubrió a Dempsey después de un «End of Days».
- Wesley Blake & Buddy Murphy derrotaron a The Lucha Dragons (Sin Cara & Kalisto) y retuvieron el Campeonato en Parejas de NXT. (7:16)[6]
  - Blake cubrió a Sin Cara después de un «Running Brainbuster» y un «Frog Splash».
- Finn Bálor derrotó a Adrian Neville y ganó una oportunidad por el Campeonato de NXT. (13:31)[7]
  - Bálor cubrió a Neville después de un «Coup de Grâce».
  - Después de la lucha, Bálor y Neville se dieron la mano en señal de respeto.
- Sasha Banks derrotó a Charlotte (c), Bayley y Becky Lynch y ganó el Campeonato Femenino de NXT. (11:40)[8]
  - Banks cubrió a Charlotte después de convertir un «Bank Statement» en un «Roll-Up».
  - Después de la lucha, Charlotte abrazó a Banks en señal de respeto, pero esta la empujó en forma amistosa.
- Kevin Owens derrotó a Sami Zayn por knockout técnico y ganó el Campeonato de NXT. (22:34)[9]
  - El árbitro declaró a Owens como el ganador al decretar que Zayn no podía continuar después de cuatro «Pop-up Powerbombs».

### NXT TakeOver: Unstoppable
NXT TakeOver: Unstoppable tuvo lugar el 20 de mayo de 2015 desde la Universidad Full Sail en Winter Park, Florida. El tema oficial del evento fue "Unstoppable" de Motionless in White.

#### Resultados
En paréntesis se indica el tiempo de cada combate:
- Dark Match: The Vaudevillains (Aiden English & Simon Gotch) derrotaron a Scott Dawson & Dash Wilder.[10]
  - Gotch cubrió a Dawson.
- Finn Bálor derrotó a Tyler Breeze y ganó una oportunidad por el Campeonato de NXT. (11:30)
  - Bálor cubrió a Breeze después de un «Coup De Grâce».
  - Originalmente la lucha era un Triple Threat Match que incluía a Hideo Itami, pero fue descartado debido a una lesión.
- Charlotte & Bayley derrotaron a Dana Brooke & Emma. (6:51)
  - Charlotte cubrió a Emma después de un «Natural Selection».
- Baron Corbin derrotó a Rhyno. (7:15)
  - Corbin cubrió a Rhyno después de un «End of Days».
- Blake & Murphy derrotaron a Enzo Amore & Colin Cassady (con Carmella) y retuvieron el Campeonato en Parejas de NXT. (8:50)
  - Blake cubrió a Amore después de que Alexa Bliss lo derribara cuando se encontraba en la tercera cuerda.
- Sasha Banks derrotó a Becky Lynch y retuvo el Campeonato Femenino de NXT. (15:33)
  - Banks forzó a Lynch a rendirse con un «Bank Statement».
- El Campeón de NXT Kevin Owens y Sami Zayn terminaron sin resultado. (13:00)
  - La lucha terminó sin resultado después que Zayn no pudiera continuar luego de un «Pop-up Powerbomb» de Owens hacia el borde del ring.
  - Como resultado, Owens retuvo el campeonato.
  - Después de la lucha, Owens continuó atacando a Zayn.
  - Después la lucha, Samoa Joe hizo su debut confrontando a Owens.

### NXT TakeOver: Brooklyn
NXT TakeOver: Brooklyn tuvo lugar el 22 de agosto de 2015 desde el Barclays Center en Brooklyn, Nueva York, un día antes del evento SummerSlam. Este fue el primer NXT TakeOver celebrado fuera del Full Sail University, y el primer evento NXT en ser celebrado desde el área metropolitana de Nueva York. El tema oficial del evento fue "We Like it Loud" de Sleeping with Sirens.

#### Resultados
En paréntesis se indica el tiempo de cada combate:
- Jushin Thunder Liger derrotó a Tyler Breeze. (8:42)[11]
  - Liger cubrió a Breeze después de un «Liger Bomb».
- The Vaudevillains (Aiden English & Simon Gotch) (con Blue Pants) derrotaron a Blake & Murphy (con Alexa Bliss) y ganaron el Campeonato en Parejas de NXT. (10:16)[12]
  - Gotch cubrió a Blake después de un «Whirling Dervish».
  - Durante la lucha, Bliss interfirió a favor de Blake & Murphy y Pants a favor de The Vaudevillians.
- Apollo Crews derrotó a Tye Dillinger. (4:43)[13]
  - Crews cubrió a Dillinger después de un «Gorilla Press Slam» y un «Standing Moonsault».
- Samoa Joe derrotó a Baron Corbin. (10:21)[14]
  - El árbitro detuvo el combate después de que Joe dejara K.O. a Corbin con un «Coquina Clutch».
- Bayley derrotó a Sasha Banks y ganó el Campeonato Femenino de NXT. (18:22)[15]
  - Bayley cubrió a Banks después de un «Belly to Bayley».
  - Después de la lucha, Bayley y Banks se abrazaron en señal de respeto y celebraron junto con Charlotte y Becky Lynch.
  - Esta lucha fue calificada con 4.5 estrellas por el periodista Dave Meltzer, siendo la lucha femenina mejor evaluada en la historia de WWE hasta 2018.
- Finn Bálor derrotó a Kevin Owens en un Ladder Match y retuvo el Campeonato de NXT. (21:45)[16]
  - Bálor ganó la lucha después de descolgar el campeonato.

### NXT TakeOver: Respect
NXT TakeOver: Respect tuvo lugar el 7 de octubre de 2015 desde la Universidad Full Sail en Winter Park, Florida. Los temas oficiales del evento fueron "Throne" y "Happy Song" de Bring Me the Horizon.

#### Resultados
En paréntesis se indica el tiempo de cada combate:
- Dark Match: Bull Dempsey derrotó a Sawyer Fulton.
  - Dempsey cubrió a Fulton.
- Finn Bálor & Samoa Joe derrotaron a The Mechanics (Scott Dawson & Dash Wilder) y avanzaron a la final del Dusty Rhodes Tag Team Classic. (9:05)[17]
  - Bálor cubrió a Wilder después de un «Coup de Grâce».
- Baron Corbin & Rhyno derrotaron a Jason Jordan & Chad Gable y avanzaron a la final del Dusty Rhodes Tag Team Classic. (10:28)[18]
  - Corbin cubrió a Jordan después de un «End of Days».
- Asuka derrotó a Dana Brooke (con Emma). (5:33)[19]
  - Asuka forzó a Brooke a rendirse con un «Asuka Lock».
  - Después de la lucha, Brooke intentó atacar a Asuka, pero esta le aplicó un «Superkick».
- Apollo Crews derrotó a Tyler Breeze. (9:48)[20]
  - Crews cubrió a Breeze después de un «Spin-out Powerbomb».
- Finn Bálor & Samoa Joe derrotaron a Baron Corbin & Rhyno y ganaron el Dusty Rhodes Tag Team Classic. (11:10)[21]
  - Bálor cubrió a Corbin después de un «Muscle Buster» de Joe y un «Coup de Grâce».
  - Después de la lucha, Triple H, William Regal, Dustin Rhodes, Cody Rhodes y Eden Stiles salieron a felicitar a Bálor y a Joe.
- Bayley derrotó a Sasha Banks en un 30-Minute Iron Woman Match y retuvo el Campeonato Femenino de NXT. (30:00)[22]
  - Bayley ganó con un 3-2.
  - Banks cubrió a Bayley con un «Roll-up» tras un piquete de ojos (0-1). (8:31)
  - Bayley cubrió a Banks después de un «Belly to Bayley» (1-1). (10:52)
  - Banks ganó después de que Bayley no volviera al ring antes de la cuenta de 10 tras lanzarla contra el escenario (1-2). (14:08)
  - Bayley cubrió a Banks con un «Roll-up» (2-2). (17:20)
  - Bayley forzó a Banks a rendirse con un «Armbar» (3-2). (29:57)
  - Después de la lucha, Triple H, Stephanie McMahon, William Regal y el roster de NXT salieron a felicitar a Bayley y a Banks.
  - Esta fue la última lucha de Banks en NXT hasta 2020.

### NXT TakeOver: London
NXT TakeOver: London tuvo lugar el 16 de diciembre de 2015 desde el Wembley Arena en Londres, Inglaterra. Los temas oficiales del evento fueron "Ace of Spades" de Motörhead y "Could Have Been Me" de The Struts.

#### Resultados
En paréntesis se indica el tiempo de cada combate:
- Asuka derrotó a Emma (con Dana Brooke). (14:49)[23]
  - Asuka cubrió a Emma después de un «Spin Kick».
  - Durante la lucha, Brooke interfirió a favor de Emma, pero el árbitro la expulsó del ringside.
  - Originalmente, Emma se rindió con el «Asuka Lock», pero el árbitro no lo vio debido a lo ocurrido anteriormente.
- Dash & Dawson derrotaron a Enzo Amore & Colin Cassady (con Carmella) y retuvieron el Campeonato en Parejas de NXT. (14:58)[24]
  - Dash cubrió a Amore después de un «Shatter Machine» desde la tercera cuerda.
- Baron Corbin derrotó a Apollo Crews. (11:41)[25]
  - Corbin cubrió a Crews después de un «End of Days».
- Bayley derrotó a Nia Jax y retuvo el Campeonato Femenino de NXT. (13:16)[26]
  - Bayley forzó a Jax a rendirse con un «Guillotine Choke».

- Finn Bálor derrotó a Samoa Joe y retuvo el Campeonato de NXT. (19:50)[27]
  - Bálor cubrió a Joe después de un «Coup de Grâce».

### NXT TakeOver: Dallas
NXT TakeOver: Dallas tuvo lugar el 1 de abril de 2016 desde el Kay Bailey Hutchison Convention Center en Dallas, Texas, dos días antes del evento Wrestlemania 32. Los temas oficiales del evento fueron "Devil Inside Me" de Frank Carter & the Rattlesnakes, "Mayhem" de Halestorm y "Fiddle Me This" de Yelawolf.

#### Resultados
En paréntesis se indica el tiempo de cada combate:
- Dark Match: Manny Andrade derrotó a Chris Girard.
  - Andrade cubrió a Girard.
- American Alpha (Jason Jordan & Chad Gable) derrotaron a The Revival (Dash Wilder & Scott Dawson) y ganaron el Campeonato en Parejas de NXT. (15:14)[28]
  - Gable cubrió a Dawson después de un «Grand Amplitude».
- Austin Aries derrotó a Baron Corbin. (10:40)[29]
  - Aries cubrió a Corbin con un «Roll-up».
- Shinsuke Nakamura derrotó a Sami Zayn. (20:08)[30]
  - Nakamura cubrió a Zayn después de un «Kinshasa».
  - Después de la lucha, Nakamura y Zayn se dieron la mano en señal de respeto.
  - Esta fue la última lucha de Zayn en NXT ya que debutaría en el roster principal en WrestleMania 32
- Asuka derrotó a Bayley y ganó el Campeonato Femenino de NXT. (15:24)[31]
  - El árbitro detuvo el combate después de que Asuka dejara K.O. a Bayley con un «Asuka Lock».
- Finn Bálor derrotó a Samoa Joe y retuvo el Campeonato de NXT. (16:23)[32]
  - Bálor cubrió a Joe después revertir un «Coquina Clutch» en un «Roll-up».

### NXT TakeOver: The End
NXT TakeOver: The End tuvo lugar el 8 de junio de 2016 desde la Universidad Full Sail en Winter Park, Florida. Los temas oficiales del evento fueron "Paranoia" de A Day to Remember, "Karate" de Babymetal y "The End" de Jim Johnston. Este fue el último evento de NXT que se realizó en el Universidad Full Sail en un largo tiempo hasta 2020 debido a la pandemia mundial de coronavirus de 2019-2020.

#### Resultados
En paréntesis se indica el tiempo de cada combate:
- Dark Match: Ember Moon derrotó a Peyton Royce.
  - Moon cubrió a Royce.
- Andrade "Cien" Almas derrotó a Tye Dillinger. (5:21)[33]
  - Andrade cubrió a Dillinger después de un «Sombra Driver».
- The Revival (Dash Wilder & Scott Dawson) derrotaron a American Alpha (Jason Jordan & Chad Gable) y ganaron el Campeonato en Parejas de NXT. (15:52)[34]
  - Wilder cubrió a Jordan después de un «Shatter Machine».
  - Después de la lucha, The Authors of Pain hicieron su debut atacando a Jordan y Gable.
- Shinsuke Nakamura derrotó a Austin Aries. (17:06)[35]
  - Nakamura cubrió a Aries después de un «Kinshasa».
- Asuka derrotó a Nia Jax y retuvo el Campeonato Femenino de NXT. (9:11)[36]
  - Asuka cubrió a Jax después de un doble «Spin Kick».
  - Originalmente Bayley lucharía ante Asuka pero debido a una lesión en la rodilla Kayfabe, no pudo competir en el evento.
- Samoa Joe derrotó a Finn Bálor en un Steel Cage Match y retuvo el Campeonato de NXT. (16:09)[37]
  - Joe cubrió a Bálor después de un «Muscle Buster» desde la tercera cuerda.
  - Está fue la última lucha de Bálor en NXT hasta 2019.
  - Está fue la primera vez que Bálor perdía bajo su gimmick de “The Demon”.

### NXT TakeOver: Brooklyn II
NXT TakeOver: Brooklyn II tuvo lugar el 20 de agosto de 2016 desde el Barclays Center en Brooklyn, Nueva York, se celebró un día antes del evento SummerSlam. Los temas oficiales del evento fueron "Serpents" de Neck Deep, "Giant" de Banks & Steelz y "Relentless" de Of Mice & Men.

#### Resultados
En paréntesis se indica el tiempo de cada combate:
- Austin Aries derrotó a No Way Jose (10:42).[38][40]
  - Aries forzó a Jose a rendirse con un «Last Chancery».
  - Después del combate, Aries continuó atacando a Jose, pero Hideo Itami apareció para detenerlo.
- Ember Moon derrotó a Billie Kay (4:35).[38][41]
  - Moon cubrió a Kay después de un «Eclipse».
- Bobby Roode derrotó a Andrade "Cien" Almas (10:22).[38][42]
  - Roode cubrió a Andrade después de un «Glorious Bomb».
- The Revival (Dash Wilder & Scott Dawson) derrotaron a Johnny Gargano & Tommaso Ciampa y retuvieron el Campeonato en Parejas de NXT (19:10).[38][43]
  - Dawson forzó a Gargano a rendirse con un «Inverted figure four leglock».
- Asuka derrotó a Bayley y retuvo el Campeonato Femenino de NXT (14:07).[38][44]
  - Asuka cubrió a Bayley después de un «Spin Kick».
  - Después de la lucha, Asuka y Bayley se abrazaron en señal de respeto.
  - Está fue la última lucha de Bayley en NXT hasta 2020.
- Shinsuke Nakamura derrotó a Samoa Joe y ganó el Campeonato de NXT (21:14).[45]
  - Nakamura cubrió a Joe después de un «Kinshasa».
  - Después de la lucha, Joe fue ayudado por el personal médico.

### NXT TakeOver: Toronto (2016)
NXT TakeOver: Toronto (2016) tuvo lugar el 19 de noviembre de 2016 desde el Air Canada Centre en Toronto, Ontario, Canadá. Se celebró un día antes del evento Survivor Series 2016. Los temas oficiales del evento fueron "Hated" de Beartooth, "Come Back for More" de Turnstile y "Devil's Calling" de Parkway Drive.

#### Resultados
En paréntesis se indica el tiempo de cada combate:
- Bobby Roode derrotó a Tye Dillinger. (16:28)[47]
  - Roode cubrió a Dillinger después de un «Glorious DDT».
- The Authors of Pain (Akam & Rezar) (con Paul Ellering) derrotaron a TM-61 (Nick Miller & Shane Thorne) y ganaron el Dusty Rhodes Tag Team Classic. (8:20)[48]
  - Akam cubrió a Thorne después de un «The Last Chapter».
  - Durante la lucha, Ellering estuvo suspendido en una jaula sobre el ring.
  - Después de la lucha, Triple H, William Regal y Dustin Rhodes salieron a felicitar a The Authors of Pain.
- #DIY (Johnny Gargano & Tommaso Ciampa) derrotaron a The Revival (Dash Wilder & Scott Dawson) en un 2-out-of-3 Falls Match y ganaron el Campeonato en Parejas de NXT. (22:18)[49]
  - Dash cubrió a Gargano después de un «Shatter Machine». (1-0)
  - Ciampa cubrió a Dawson después de un «Meeting in the Middle». (1-1)
  - Gargano y Ciampa forzaron a Dash y Dawson a rendirse simultáneamente con un «Garga-No Escape» y un «Over the back» respectivamente. (2-1)
- Asuka derrotó a Mickie James y retuvo el Campeonato Femenino de NXT. (13:07)[50]
  - Asuka forzó a James a rendirse con un «Asuka Lock».
  - Después de la lucha, Mickie le dio la mano a Asuka en señal de respeto pero ésta se la negó.
- Samoa Joe derrotó a Shinsuke Nakamura y ganó el Campeonato de NXT. (20:12)[51]
  - Joe cubrió a Nakamura después de un «Muscle Buster».

### NXT TakeOver: San Antonio
NXT TakeOver: San Antonio tuvo lugar el 28 de enero de 2017 desde el Freeman Coliseum en San Antonio, Texas. Se celebró un día antes del evento Royal Rumble 2017. Los temas oficiales del evento fueron "Monster" de Starset, "Square Hammer" de Ghost, "This Light I Hold" de Memphis May Fire feat. Jacoby Shaddix y "Intro 2" de NF.

#### Resultados
En paréntesis se indica el tiempo de cada combate:
- Eric Young (con Alexander Wolfe & Killian Dain) derrotó a Tye Dillinger. (10:55)[53]
  - Young cubrió a Dillinger después de un «Youngblood».
  - Durante la lucha, Wolfe y Dain interfirieron a favor de Young.
- Roderick Strong derrotó a Andrade "Cien" Almas. (11:40)[54]
  - Strong cubrió a Andrade después de un «Sick Kick».
- The Authors of Pain (Akam & Rezar) (con Paul Ellering) derrotaron a #DIY (Johnny Gargano & Tommaso Ciampa) y ganaron el Campeonato en Parejas de NXT. (14:30)[55]
  - Rezar cubrió a Ciampa después de un «The Last Chapter».
- Asuka derrotó a Nikki Cross, Peyton Royce y Billie Kay y retuvo el Campeonato Femenino de NXT.(9:55)[56]
  - Asuka cubrió a Royce después de un «Spin Kick».
- Bobby Roode derrotó a Shinsuke Nakamura y ganó el Campeonato de NXT. (27:15)[57]
  - Roode cubrió a Nakamura después de dos «Glorious DDT».

### NXT TakeOver: Orlando
NXT TakeOver: Orlando tuvo lugar el 1 de abril de 2017 desde el Amway Center en Orlando, Florida. Se celebró un día antes del evento WrestleMania 33. Los temas oficiales del evento fueron "Loud" de Motionless in White, "Shock Me" de Baroness, "Are You Coming With Me?" de Crown the Empire y "Come and Get It" de I Prevail. Previamente a las lucha titulares del evento, se anunció los nuevos diseños de los campeonatos de NXT.

#### Resultados
En paréntesis se indica el tiempo de cada combate:
- SAni†Y (Eric Young, Alexander Wolfe, Killian Dain & Nikki Cross) derrotó a Tye Dillinger, Kassius Ohno, Roderick Strong & Ruby Riot. (12:30)[60]
  - Dain cubrió a Dillinger después de un «Ulster Plantation».
  - Originalmente, No Way Jose estaba en la lucha, pero fue atacado por SAni†Y durante el WrestleMania Axxess, siendo reemplazado por Ohno.
- Aleister Black derrotó a Andrade "Cien" Almas. (9:35)[61]
  - Black cubrió a Andrade después de un «Black Mass».
- The Authors of Pain (Akam & Rezar) (con Paul Ellering) derrotaron a #DIY (Johnny Gargano & Tommaso Ciampa) y The Revival (Dash Wilder & Scott Dawson) en un Elimination Match y retuvieron el Campeonato en Parejas de NXT. (23:50)[62]
  - Rezar cubrió a Ciampa después de un «The Last Chapter».
  - Akam cubrió a Dawson después de un «Super Collider».
- Asuka derrotó a Ember Moon y retuvo el Campeonato Femenino de NXT. (12:55)[63]
  - Asuka cubrió a Moon después de un «Spin Kick».
- Bobby Roode derrotó a Shinsuke Nakamura y retuvo el Campeonato de NXT. (28:02)[64]
  - Roode cubrió a Nakamura después de un «Glorious DDT».
  - Está fue la última aparición de Nakamura en un evento de NXT.

### NXT TakeOver: Chicago
NXT TakeOver: Chicago tuvo lugar el 20 de mayo de 2017 desde el Allstate Arena en Rosemont, Illinois. Se celebró un día antes del evento Backlash. Los temas oficiales del evento fueron "Judas" de Fozzy y "Over-Throne" de Hacktivist.

#### Resultados
En paréntesis se indica el tiempo de cada combate:
- Roderick Strong derrotó a Eric Young (con Alexander Wolfe & Killian Dain). (13:42)[65]
  - Strong cubrió a Young después de un «End of Heartache».
  - Durante la lucha, Wolfe y Dain interfirieron a favor de Young.
- Pete Dunne derrotó a Tyler Bate y ganó el Campeonato del Reino Unido de la WWE. (15:27)[66]
  - Dunne cubrió a Bate después de un «Bitter End».
- Asuka derrotó a Nikki Cross y Ruby Riott y retuvo el Campeonato Femenino de NXT. (12:30)[67]
  - Asuka cubrió a Riott y a Cross después de un «Shinning Wizard».
  - Originalmente la lucha era un Fatal 4-Way Match que incluía a Ember Moon, pero fue descartada debido a una lesión.
- Bobby Roode derrotó a Hideo Itami y retuvo el Campeonato de NXT. (17:44)[68]
  - Roode cubrió a Itami después de dos «Glorious DDT».
- The Authors of Pain (Akam & Rezar) (con Paul Ellering) derrotaron a #DIY (Johnny Gargano & Tommaso Ciampa) en un Ladder Match y retuvieron el Campeonato en Parejas de NXT. (20:09)[69]
  - Akam y Rezar ganaron la lucha después de descolgar los campeonatos.
  - Durante la lucha, Ellering interfirió a favor de The Authors of Pain.
  - Después de la lucha, Ciampa atacó a Gargano, cambiando a heel.

### NXT TakeOver: Brooklyn III
NXT TakeOver: Brooklyn III tuvo lugar el 19 de agosto de 2017 desde el Barclays Center en Brooklyn, Nueva York. Se celebró un día antes del evento SummerSlam. Los temas oficiales del evento fueron "Bleeding In the Blur" de Code Orange, "Poison Pens" de Creeper y "No Fear" de Phil Adé feat. Saba Abraha & Tate Kobang.

#### Resultados
En paréntesis se indica el tiempo de cada combate:
- Andrade "Cien" Almas (con Zelina Vega) derrotó a Johnny Gargano (13:30).[70]
  - Andrade cubrió a Gargano después de un «Hammerlock DDT».
  - Durante la lucha, Zelina interfirió a favor de Andrade.
- SAni†Y (Eric Young & Alexander Wolfe) (con Killian Dain & Nikki Cross) derrotó a The Authors of Pain (Akam & Rezar) (con Paul Ellering) y ganaron el Campeonato en Parejas de NXT (12:00).[71]
  - Wolfe cubrió a Rezar después de un «Diving Neckbreaker».
  - Durante la lucha, Dain y Cross interfireron a favor de SAni†Y.
  - Después de la lucha, Bobby Fish y Kyle O'Reilly atacaron a SAni†Y y The Authors of Pain.
- Aleister Black derrotó a Hideo Itami (12:40).[72]
  - Black cubrió a Itami después de un «Black Mass».
  - Code Orange e Incendiary interpretaron el tema de entrada de Black.
- Asuka derrotó a Ember Moon y retuvo el Campeonato Femenino de NXT (14:50).[73]
  - Asuka forzó a Moon a rendirse con un «Asuka Lock».
- Drew McIntyre derrotó a Bobby Roode y ganó el Campeonato de NXT (22:23).[74]
  - McIntyre cubrió a Roode después de un «Claymore Kick».
  - Después de la lucha, ReDRagon (Bobby Fish y Kyle O'Reilly) y Adam Cole atacaron a McIntyre.

### NXT TakeOver: WarGames (2017)
NXT TakeOver: WarGames (2017) (anteriormente titulado NXT TakeOver: Houston) tuvo lugar el 18 de noviembre de 2017 desde el Toyota Center en Houston, Texas. Se celebró un día antes del evento Survivor Series. Este evento marcó el retorno de la WarGames Match cuyo formato era propio de la WCW. Los temas oficiales del evento fueron "Play" de Marmozets y "Executioner's Tax (Swing of the Axe)" de Power Trip. 

#### Resultados
En paréntesis se indica el tiempo de cada combate:
- Lars Sullivan derrotó a Kassius Ohno (5:11).[75]
  - Sullivan cubrió a Ohno después de un «Freak Accident».
- Aleister Black derrotó a Velveteen Dream (14:37).[76]
  - Black cubrió a Dream después de un «Black Mass».
- Ember Moon derrotó a Kairi Sane, Peyton Royce y Nikki Cross y ganó el vacante Campeonato Femenino de NXT (9:51).[77]
  - Moon cubrió a Cross después de un «Double Eclipse» a ella y a Royce.
  - Después de la lucha, William Regal y Asuka salieron a felicitar a Moon.
- Andrade "Cien" Almas (con Zelina Vega) derrotó a Drew McIntyre y ganó el Campeonato de NXT (14:53).[78]
  - Andrade cubrió a McIntyre después de un «Hammerlock DDT» con ayuda de las cuerdas.
  - Durante la lucha, Zelina interfirió a favor de Andrade.
- The Undisputed Era (Adam Cole, Bobby Fish & Kyle O'Reilly) derrotaron a SAni†Y (Eric Young, Alexander Wolfe & Killian Dain) y a The Authors of Pain (Akam & Rezar) & Roderick Strong (con Paul Ellering) en un WarGames Match (36:37).[79][80]
  - Cole cubrió a Young después de un «Last Shot» mientras sostenía una silla.

### NXT TakeOver: Philadelphia
NXT TakeOver: Philadelphia tuvo lugar el 27 de enero de 2018 desde el Wells Fargo Center en Filadelfia, Pensilvania. Se celebró un día antes del evento Royal Rumble.  Los temas oficiales del evento fueron "Into the Fire" y "When the Lights Come Out" de Asking Alexandria.

#### Resultados
En paréntesis se indica el tiempo de cada combate:
- The Undisputed Era (Bobby Fish & Kyle O'Reilly) derrotaron a The Authors of Pain (Akam & Rezar) (con Paul Ellering) y retuvieron el Campeonato en Parejas de NXT (14:30).[82]
  - O'Reilly cubrió a Akam con un «Roll-up».
- Velveteen Dream derrotó a Kassius Ohno (10:45).[83]
  - Dream cubrió a Ohno después de un «Purple Rainmaker».
- Ember Moon derrotó a Shayna Baszler y retuvo el Campeonato Femenino de NXT (10:06).[84]
  - Moon cubrió a Baszler después de revertir un «Armbar» en un «Roll-up».
  - Después de la lucha, Bazsler atacó a Moon con un «Kirifuda Clutch».
- Aleister Black derrotó a Adam Cole en un Extreme Rules Match (22:02).[85]
  - Black cubrió a Cole después de un «Black Mass».
  - Durante la lucha, O'Reilly y Fish intervinieron a favor de Cole, mientras que SAni†Y (Eric Young, Alexander Wolfe & Killian Dain) interfirió para atacar a The Undisputed Era.
- Andrade "Cien" Almas (con Zelina Vega) derrotó a Johnny Gargano y retuvo el Campeonato de NXT (32:34).[86]
  - Andrade cubrió a Gargano después de un «Hammerlock DDT» desde la tercera cuerda.
  - Durante la lucha, Vega interfirió a favor de Andrade, pero fue atacada por la debutante Candice LeRae.
  - Después de la lucha, Tommaso Ciampa hizo su regreso atacando a Gargano con una muleta.
  - Esta lucha fue calificada con 5 estrellas por el periodista Dave Meltzer, siendo el primer combate en WWE en obtener esa calificación desde 2011, y el primero en la historia de NXT.

### NXT TakeOver: New Orleans
NXT TakeOver: New Orleans tuvo lugar el 7 de abril de 2018 desde el Smoothie King Center en Nueva Orleans, Luisiana. Se celebrara un día antes del evento WrestleMania 34. Los temas oficiales del evento fueron  "It Follows" y "Lord of Flies" de Cane Hill. Este evento es el único en WWE en tener 2 luchas calificadas con 5 estrellas por el periodista Dave Meltzer.

#### Resultados
En paréntesis se indica el tiempo de cada combate:
- Adam Cole derrotó a EC3, Killian Dain, Ricochet, Lars Sullivan y Velveteen Dream en un Ladder Match y ganó el inaugural Campeonato Norteamericano de NXT. (31:24)[88]
  - Cole ganó la lucha después de descolgar el campeonato.
  - Esta lucha fue calificada con 5 estrellas por el periodista Dave Meltzer, siendo así el segundo combate de NXT en recibir esta calificación.
- Shayna Baszler derrotó a Ember Moon y ganó el Campeonato Femenino de NXT. (12:56)[89]
  - El árbitro detuvo el combate después de que Baszler dejara K.O. a Moon con un «Kirifuda Clutch».
  - Lzzy Hale y Cane Hill interpretaron el tema de entrada de Moon.
- The Undisputed Era (Adam Cole & Kyle O'Reilly) derrotaron a The Authors of Pain (Akam & Rezar) (con Paul Ellering) y Pete Dunne & Roderick Strong y retuvieron el Campeonato en Parejas de NXT y ganaron el Dusty Rhodes Tag Team Classic. (11:38)[90]
  - O'Reilly cubrió a Dunne después de un «End of Heartache» de Strong.
  - Originalmente, The Undisputed Era iba a defender el título solamente contra los ganadores del torneo, pero la lucha se cambió a The Undisputed Era contra los dos finalistas del torneo.
  - Durante la lucha, Strong traicionó a Dunne haciendo que The Undisputed Era retenga los campeonatos y después se unió al grupo volviéndose heel.
  - Bobby Fish iba a participar pero fue reemplazado por Cole debido a una lesión en la rodilla.
- Aleister Black derrotó a Andrade "Cien" Almas (con Zelina Vega) y ganó el Campeonato de NXT. (18:30)[91]
  - Black cubrió a Andrade después de un «Black Mass».
  - Durante la lucha, Vega interfirió a favor de Andrade atacando a Black cuando el árbitro no se percataba.
- Johnny Gargano derrotó a Tommaso Ciampa en un Unsanctioned Match. (37:06)[92]
  - Gargano forzó a Ciampa a rendirse con un «STF» con una rodillera en la cara.
  - Después de la lucha, Candice LeRae salió a felicitar a Gargano.
  - Como consecuencia, Gargano fue reincorporado a NXT.
  - Si Gargano hubiese perdido, hubiera tenido que abandonar NXT definitivamente.
  - Esta lucha también fue calificada con 5 estrellas por el periodista Dave Meltzer, siendo así el tercer combate de NXT en recibir esta calificación.

### NXT TakeOver: Chicago II
NXT TakeOver: Chicago II tuvo lugar el 16 de junio de 2018 desde el Allstate Arena en Rosemont, Illinois. Se celebró un día antes del evento Money in the Bank. Los temas oficiales del evento fueron "Uncomfortable" de Halestorm y "Painless" de Fozzy.

#### Resultados
En paréntesis se indica el tiempo de cada combate:
- The Undisputed Era (Roderick Strong & Kyle O'Reilly) (con Adam Cole) derrotaron a Oney Lorcan & Danny Burch y retuvieron el Campeonato en Parejas de NXT. (16:00)[93]
  - Strong cubrió a Lorcan después de un «Total Elimination».
  - Durante la lucha, Cole interfirió a favor de Strong y O'Reilly, pero el árbitro lo expulsó del ringside.
- Ricochet derrotó a Velveteen Dream. (22:10)[94]
  - Ricochet cubrió a Dream después de un «630° Senton» sobre su espalda.
- Shayna Baszler derrotó a Nikki Cross y retuvo el Campeonato Femenino de NXT. (9:25)[95]
  - El árbitro detuvo el combate después de que Baszler dejara K.O. a Cross con un «Kirifuda Clutch».
- Aleister Black derrotó a Lars Sullivan y retuvo el Campeonato de NXT. (14:07)[96]
  - Black cubrió a Sullivan después de dos «Black Mass».
- Tommaso Ciampa derrotó a Johnny Gargano en un Chicago Street Fight. (35:29)[97]
  - Ciampa cubrió a Gargano después de un «Rope Hung DDT» sobre la madera descubierta del ring.
  - Durante la lucha, Ciampa fue retirado en camilla debido a un «Air Raid Crash» aplicado por Gargano sobre una mesa de producción, pero fue atacado nuevamente por Gargano y traído de vuelta al ring.
  - Después de la lucha, Gargano fue ayudado por el personal médico.
  - Originalmente, Ciampa se había rendido dos veces con un «Garga-No Escape» de Gargano, pero el árbitro no lo vio.

### NXT TakeOver: Brooklyn 4
NXT TakeOver: Brooklyn 4 tuvo lugar el 18 de agosto de 2018 desde el Barclays Center en Brooklyn, Nueva York. Se celebró un día antes del evento SummerSlam. Los temas oficiales del evento fueron "Blood // Water" de grandson y "Made an America" de Fever 333.

#### Resultados
En paréntesis se indica el tiempo de cada combate:
- The Undisputed Era (Roderick Strong & Kyle O'Reilly) derrotaron a Moustache Mountain (Tyler Bate & Trent Seven) y retuvieron el Campeonato en Parejas de NXT. (18:06)[98]
  - O'Reilly cubrió a Seven después de un «Total Elimination».
  - Después de la lucha, War Raiders (Hanson & Rowe) atacaron a O'Reilly y Strong.
- Velveteen Dream derrotó a EC3. (15:03)[99]
  - Dream cubrió a EC3 después de un «Purple Rainmaker» sobre el borde del ring.
- Ricochet derrotó a Adam Cole y ganó el Campeonato Norteamericano de NXT. (15:19)[100]
  - Ricochet cubrió a Cole después de un «630° Senton».
- Kairi Sane derrotó Shayna Baszler y ganó el Campeonato Femenino de NXT. (13:37)[101]
  - Sane cubrió a Baszler después de revertir un «Kirifuda Clutch» con un «Roll-Up».
- Tommaso Ciampa derrotó a Johnny Gargano en un Last Man Standing Match y retuvo el Campeonato de NXT. (33:42)[102]
  - Ciampa ganó la lucha después de que Gargano no fuera capaz de reincorporarse antes de la cuenta de diez, luego de golpear a Ciampa con un «Running Knee Smash» y caer sobre equipo de producción.
  - Después de la lucha, Gargano fue ayudado por personal médico.
  - Originalmente la lucha era un Triple Threat Match que incluía a Aleister Black, pero fue descartado debido a una lesión.

### NXT TakeOver: WarGames (2018)
NXT TakeOver: WarGames (2018) tuvo lugar el 17 de noviembre de 2018 desde el Staples Center en Los Ángeles, California. Se celebró un día antes del evento Survivor Series. Los temas oficiales del evento fueron "Wonderful Life" de Bring Me the Horizon feat. Dani Filth, "Mariana Trench" de Nita Strauss y "Voices" de Motionless in White.

#### Resultados
En paréntesis se indica el tiempo de cada combate:
- Matt Riddle derrotó a Kassius Ohno (0:07).[103]
  - Riddle cubrió a Ohno después de un «Final Flat».
- Shayna Baszler derrotó a Kairi Sane en un 2-out-of-3 Falls Match y retuvo el Campeonato Femenino de NXT (10:55).[104]
  - Baszler ganó con un marcador de [2-1].
  - Baszler forzó a Sane a rendirse con un «Kirifuda Clutch». [1-0]
  - Sane cubrió a Baszler después de un «Insane Elbow». [1-1]
  - Baszler cubrió a Sane después de revertir un «Insane Elbow» en un «Roll-Up». [2-1]
  - Durante la lucha, Marina Shafir y Jessamyn Duke interfirieron a favor de Baszler, mientras que Dakota Kai e Io Shirai interfirieron a favor de Sane.
  - Durante el conteo de la última caída, Sane logró levantar su hombro, pero el árbitro no lo vio.
- Aleister Black derrotó a Johnny Gargano (18:10).[105]
  - Black cubrió a Gargano después de dos «Black Mass».
- Tommaso Ciampa derrotó a Velveteen Dream y retuvo el Campeonato de NXT (22:25).[106]
  - Ciampa cubrió a Dream después de un «Rope Hung DDT» sobre el borde de los dos cuadriláteros.
- Pete Dunne, Ricochet & War Raiders (Hanson & Rowe) derrotaron a The Undisputed Era (Adam Cole, Bobby Fish, Kyle O'Reilly & Roderick Strong) en un WarGames Match (47:10).[107]
  - Dunne y Ricochet cubrieron a Cole después de un «Bitter End» de Dunne y un «Springboard 450° Splash» de Ricochet.

### NXT TakeOver: Phoenix
NXT TakeOver: Phoenix tuvo lugar el 26 de enero de 2019 desde el Talking Stick Resort Arena en Phoenix, Arizona. Se celebró un día antes del evento Royal Rumble. Los temas oficiales del evento fueron "Holding My Breath" de Alien Weaponry y "X" de Poppy.

#### Resultados
En paréntesis se indica el tiempo de cada combate:
- War Raiders (Hanson & Rowe) derrotaron a The Undisputed Era (Roderick Strong & Kyle O'Reilly) y ganaron el Campeonato en Parejas de NXT (16:57).[108]
  - Hanson cubrió a O'Reilly después de un «Fallout».
- Matt Riddle derrotó a Kassius Ohno (9:17).[109]
  - Riddle forzó a Ohno a rendirse con múltiples codazos.
- Johnny Gargano derrotó a Ricochet y ganó el Campeonato Norteamericano de NXT (23:34).[110]
  - Gargano cubrió a Ricochet después de un «Slingshot DDT».
- Shayna Baszler derrotó a Bianca Belair y retuvo el Campeonato Femenino de NXT (16:25).[111]
  - El árbitro detuvo el combate después de que Baszler dejara inconsciente a Belair con un «Kirifuda Clutch».
  - Durante la lucha, Marina Shafir y Jessamyn Duke interfirieron a favor de Baszler.
- Tommaso Ciampa derrotó a Aleister Black y retuvo el Campeonato de NXT (26:31).[112]
  - Ciampa cubrió a Black después de dos «Fairytale Ending».
  - Después de la lucha, Johnny Gargano salió a celebrar con Ciampa.

### NXT TakeOver: New York
NXT TakeOver: New York tuvo el lugar el 5 de abril de 2019 desde el Barclays Center en Brooklyn, Nueva York. Se celebró dos días antes del evento WrestleMania 35 para que el Hall of Fame preocupe el espacio del sábado 6 de abril en el mismo recinto. Originalmente iba a ser NXT TakeOver: Brooklyn V por obtener las 5 ediciones en el Barclays Center, pero por órdenes de la junta directiva, la serie de TakeOver: Brooklyn llegaría a su fin e iniciaría la nueva serie de TakeOver: New York. Los temas oficiales del evento fueron "You Should See Me in a Crown" de Billie Eilish y "Are You Ready?" de Disturbed.

#### Resultados
En paréntesis se indica el tiempo de cada combate:
- War Raiders (Hanson & Rowe) derrotaron a Aleister Black & Ricochet y retuvieron el Campeonato en Parejas de NXT (21:10).[113]
  - Hanson cubrió a Ricochet después de un «Fallout».
  - Después de la lucha, War Raiders y Black & Ricochet se dieron la mano en señal de respeto.
  - Esta fue la última lucha de Black y Ricochet en NXT.
- Velveteen Dream  derrotó a Matt Riddle y retuvo el Campeonato Norteamericano de NXT (17:35).[114]
  - Dream cubrió a Riddle después de revertir un «Bromission» en un «Roll-up».
  - Después de la lucha, Dream y Riddle chocaron los puños en señal de respeto.
- WALTER derrotó a Pete Dunne y ganó el Campeonato del Reino Unido de la WWE (25:40).[115]
  - WALTER cubrió a Dunne después un «Falling Powerbomb» desde la tercera cuerda y un «Diving Splash».
- Shayna Baszler derrotó a Io Shirai, Bianca Belair y Kairi Sane y retuvo el Campeonato Femenino de NXT (15:45).[116]
  - Baszler forzó a Belair a rendirse con un «Kirifuda Clutch».
- Johnny Gargano derrotó a Adam Cole en un 2-out-of-3 Falls Match y ganó el vacante Campeonato de NXT (38:25).[117]
  - Cole cubrió a Gargano después de un «Last Shot» [1-0]. (13:55)
  - Gargano forzó a Cole a rendirse con un «Garga-No Escape» [1-1]. (20:50)
  - Gargano forzó a Cole a rendirse después de revertir un «Last Shot» con un «Garga-No Escape» [2-1]. (38:25)
  - Durante la lucha, Bobby Fish, Roderick Strong y Kyle O'Reilly interfirieron a favor de Cole.
  - Originalmente, en la tercera caída, Cole se había rendido con un «Garga-No Escape» de Gargano, pero el árbitro no lo vio.
  - Después de la lucha, Candice LeRae y Tommaso Ciampa salieron a felicitar a Gargano.
  - Esta lucha fue calificada con 5.5 estrellas por el periodista Dave Meltzer, convirtiéndose así en la lucha mejor evaluada en la historia de WWE por el Wrestling Observer.
  - Con este resultado, Gargano se convirtió en el primer Campeón de Triple Corona en la historia de NXT.

### NXT TakeOver: XXV
NXT TakeOver: XXV tuvo lugar el 1 de junio de 2019 desde el Webster Bank Arena en Bridgeport, Connecticut. El tema oficial del evento fue "On My Teeth" de Underoath.

#### Resultados
En paréntesis se indica el tiempo de cada combate:
- Matt Riddle derrotó a Roderick Strong (14:45).[118]
  - Riddle cubrió a Strong después de un «Final Flat».
- The Street Profits (Angelo Dawkins & Montez Ford) derrotaron a ReDRagon (Bobby Fish & Kyle O'Reilly), Oney Lorcan & Danny Burch y The Forgotten Sons (Wesley Blake & Steve Cutler) en un Ladder Match y ganaron el vacante Campeonato en Parejas de NXT (21:30).[119]
  - The Street Profits ganaron la lucha después de que Ford descolgara los campeonatos.
  - Durante la lucha, Jaxson Ryker interfirió a favor de The Forgotten Sons.
- Velveteen Dream derrotó a Tyler Breeze y retuvo el Campeonato Norteamericano de NXT (16:50).[120]
  - Dream cubrió a Breeze después un «Purple Rainmaker».
  - Después de la lucha, ambos luchadores se tomaron una selfie en señal de respeto.
- Shayna Baszler derrotó a Io Shirai y retuvo el Campeonato Femenino de NXT (12:15).[121]
  - Baszler forzó a Shirai a rendirse tras revertir una «Mágica de Io» con un «Kirifuda Clutch».
  - Durante la lucha, Marina Shafir y Jessamyn Duke interfirieron a favor de Baszler mientras que Candice LeRae interfirió a favor de Shirai.
  - Después de la lucha, Shirai atacó a Baszler con un palo de kendo y le aplicó un «Asai Moonsault» con una silla.
- Adam Cole derrotó a Johnny Gargano y ganó el Campeonato de NXT (32:00).[122]
  - Cole cubrió a Gargano después de un «Panama Sunrise» seguido de un «Last Shot».
  - Después de la lucha, Cole celebró junto a los demás miembros de The Undisputed Era.
  - Esta lucha fue calificada con 5.25 estrellas por el periodista Dave Meltzer, siendo así la segunda lucha de NXT en obtener una calificación de más de 5 estrellas por el Wrestling Observer.
  - Con este resultado, Cole se convirtió en el segundo Campeón de Triple Corona en la historia de NXT.

### NXT TakeOver: Toronto (2019)
NXT TakeOver: Toronto (2019) tuvo lugar el 10 de agosto de 2019 desde el Scotiabank Arena en Toronto, Ontario, Canadá. Se celebró un día antes del evento SummerSlam. Los temas oficiales del evento fueron "Unsainted" de Slipknot y "Scary Mask" de Poppy feat. Fever 333.

#### Resultados
En paréntesis se indica el tiempo de cada combate:
- The Street Profits (Angelo Dawkins & Montez Ford) derrotaron a The Undisputed Era (Bobby Fish & Kyle O'Reilly) y retuvieron el Campeonato en Parejas de NXT (16:55).[124][125]
  - Ford cubrió a O'Reilly después de un «Frog Splash».
- Io Shirai derrotó a Candice LeRae (15:00).[124][126]
  - El árbitro detuvo el combate después de que Shirai dejara inconsciente a LeRae con un «Koji Clutch».
- Velveteen Dream derrotó a Pete Dunne y Roderick Strong y retuvo el Campeonato Norteamericano de NXT (17:34).[124][127]
  - Dream cubrió a Dunne después de un «End of Heartache» de Strong.
- Shayna Baszler derrotó a Mia Yim y retuvo el Campeonato Femenino de NXT (14:35).[124][128]
  - Baszler forzó a Yim a rendirse con un «Headscissors Triangle».
- Adam Cole derrotó a Johnny Gargano en un Three Stages of Hell Match y retuvo el Campeonato de NXT (46:41).[124][129]
  - Gargano fue descalificado después de golpear a Cole una silla en una lucha regular [1-0] (20:50).
  - Gargano forzó a Cole a rendirse con un «Garga-No Escape» en un Street Fight [1-1] (28:52).
  - Cole cubrió a Gargano después de que ambos cayeran desde la cima de la jaula hacia una mesa en un Weaponized Barbed Wire Steel Cage Match [2-1] (46:41).

### NXT TakeOver: WarGames (2019)
NXT TakeOver: WarGames (2019) tuvo lugar el 23 de noviembre de 2019 desde el Allstate Arena en Rosemont, Illinois. Se celebró un día antes del evento Survivor Series. Los tema oficiales del evento fueron "Ricky" de Denzel Curry e "I Disagree" de Poppy.

#### Resultados
En paréntesis se indica el tiempo de cada combate:
- Kick-Off: Angel Garza derrotó a Isaiah "Swerve" Scott (7:35).[130][131]
  - Garza cubrió a Scott después de un «Wing Clipper».
- Rhea Ripley, Candice LeRae, Dakota Kai & Tegan Nox derrotaron a Shayna Baszler, Bianca Belair, Io Shirai & Kay Lee Ray en un WarGames Match (27:24).[132][133]
  - Ripley cubrió a Baszler después de un «Riptide» sobre unas sillas, tras haberse atado a su brazo con unas esposas.
  - Durante la lucha, Kai atacó a Nox, impidiéndole entrar a la lucha y siendo sacada del lugar por seguridad y William Regal, cambiando a heel.
  - Este fue el primer WarGames Match femenino en la historia.
  - Originalmente Mia Yim iba a participar de la lucha, pero fue reemplazada por Kai debido a que Yim fue atacada por Kai antes del evento y de la lucha.
- Pete Dunne derrotó a Killian Dain y Damian Priest y ganó una oportunidad por el Campeonato de NXT al día siguiente en Survivor Series (19:56).[132]
  - Dunne cubrió a Priest después de un «Running Senton» de Dain con Dunne sujeto a su espalda.
- Finn Bálor derrotó a Matt Riddle (14:27).[132][134]
  - Bálor cubrió a Riddle después de un «1916».
  - Originalmente Johnny Gargano iba a enfrentarse a Bálor, pero fue reemplazado por Riddle debido a una lesión.
- Tommaso Ciampa, Keith Lee, Dominik Dijakovic & Kevin Owens derrotaron a The Undisputed Era (Adam Cole, Kyle O'Reilly, Bobby Fish & Roderick Strong) en un WarGames Match (38:26).[132][135]
  - Ciampa cubrió a Cole después de un «Air Raid Crash» desde la cima de la jaula hacia unas mesas.
  - Originalmente Matt Riddle iba a participar de la lucha, pero fue reemplazado por Owens debido a su lucha pactada con Bálor.

### NXT TakeOver: Portland
NXT TakeOver: Portland tuvo lugar el 16 de febrero de 2020 desde el Moda Center en Portland, Oregón. Los temas oficiales del evento fueron "Fill The Crown" y "Anything Like Me" de Poppy.

#### Resultados
En paréntesis se indica el tiempo de cada combate:
- Keith Lee derrotó a Dominik Dijakovic y retuvo el Campeonato Norteamericano de NXT (20:20).
  - Lee cubrió a Dijakovic después de un «Limit Breaker».
  - Después de la lucha, ambos luchadores se dieron la mano en señal de respeto.
- Dakota Kai derrotó a Tegan Nox en un Street Fight (13:24).
  - Kai cubrió a Nox después de un «One Arm Powerbomb» de Raquel González sobre una mesa.
- Finn Bálor derrotó a Johnny Gargano (27:22).
  - Bálor cubrió a Gargano después de un «1916» seguido de un «Coup de Grâce».
- Rhea Ripley derrotó a Bianca Belair y retuvo el Campeonato Femenino de NXT (13:30).
  - Ripley cubrió a Belair después de un «Riptide» sobre las cuerdas.
  - Después de la lucha, Charlotte Flair atacó a Ripley y Belair, y anunció su lucha contra Ripley en WrestleMania 36.
- The Broserweights (Matt Riddle & Pete Dunne) derrotaron a ReDRagon (Bobby Fish & Kyle O'Reilly) y ganaron el Campeonato en Parejas de NXT (16:58).
  - Riddle cubrió a Fish después de un «Bro To Sleep» seguido de un «Enzuigiri» de Dunne.
- Adam Cole derrotó a Tommaso Ciampa y retuvo el Campeonato de NXT (33:23).
  - Cole cubrió a Ciampa después de que Johnny Gargano lo golpeará con el campeonato de NXT.
  - Durante la lucha, The Undisputed Era interfirió a favor de Cole.

### NXT TakeOver: In Your House (2020)
NXT TakeOver: In Your House tuvo lugar el 7 de junio de 2020 desde la Universidad Full Sail en Winter Park, Florida, debido a la Pandemia de COVID-19. El tema oficial del evento fue "Underneath" de Code Orange. A diferencia del anterior, este contó con el elenco de NXT y personal del WWE Performance Center como público presente.

#### Resultados
En paréntesis se indica el tiempo de cada combate:
- Tegan Nox, Shotzi Blackheart & Mia Yim derrotaron a Candice LeRae, Raquel González & Dakota Kai (9:50).[136][137]
  - Nox cubrió a Kai después de un «Shiniest Wizard».
- Finn Bálor derrotó a Damian Priest (13:07).[136][138]
  - Bálor cubrió a Priest después de un «Coup de Grâce».
- Keith Lee derrotó a Johnny Gargano y retuvo el Campeonato Norteamericano de NXT (20:35).[136][139]
  - Lee cubrió a Gargano después de un «Big Bang Catastrophe».
  - Durante la lucha, Candice LeRae interfirió a favor de Gargano, mientras que Mia Yim interifirió a favor de Lee.
- Adam Cole derrotó a Velveteen Dream en un Backlot Brawl y retuvo el Campeonato de NXT (14:55).[136][140]
  - Cole cubrió a Dream después de un «Low Blow», seguido de un «Panama Sunrise» sobre unas sillas.
  - Durante la lucha, Roderick Strong y Bobby Fish interfirieron a favor de Cole, pero fueron detenidos y llevados fuera de la arena por Dexter Lumis.
  - Como resultado, Dream no podrá volver a luchar por el título mientras Cole siga siendo campeón.
- Karrion Kross (con Scarlett) derrotó a Tommaso Ciampa (6:10).[136][141]
  - El árbitro detuvo el combate después de que Kross dejara inconsciente a Ciampa con un «Kross Jacket».
- Io Shirai derrotó a Charlotte Flair y Rhea Ripley y ganó el Campeonato Femenino de NXT (17:35).[136][142]
  - Shirai cubrió a Ripley después de un «Asai Moonsault», mientras ésta se encontraba en un «Figure-Eight Leglock» de Flair.

### NXT TakeOver XXX
NXT TakeOver XXX tuvo lugar el 22 de agosto de 2020 desde la Universidad Full Sail en Winter Park, Florida, debido a la pandemia de COVID-19. Se celebró un día antes del evento SummerSlam. El tema oficial del evento fue "Moth into Flame" de Metallica. 

#### Resultados
En paréntesis se indica el tiempo de cada combate:
- Kick-Off: Breezango (Fandango & Tyler Breeze) derrotaron a Legado del Fantasma (Raúl Mendoza & Joaquin Wilde) y Oney Lorcan & Danny Burch y ganaron una oportunidad por el Campeonato en Parejas de NXT (6:52).[143]
  - Breeze cubrió a Lorcan después de un «Superkick».
- Finn Bálor derrotó a Timothy Thatcher (13:32).[143]
  - Bálor cubrió a Thatcher después de un «1916».
- Damian Priest derrotó a Bronson Reed, Cameron Grimes, Johnny Gargano y Velveteen Dream en un Ladder Match y ganó el vacante Campeonato Norteamericano de NXT (21:24).[143]
  - Priest ganó la lucha después de descolgar el campeonato.
  - Durante la lucha, Candice LeRae interfirió a favor de Gargano.
  - Originalmente Dexter Lumis era parte de la lucha, pero fue retirado debido a una lesión en el tobillo.
- Adam Cole derrotó a Pat McAfee (16:12).[143]
  - Cole cubrió a McAfee después de un «Panama Sunrise».
- Io Shirai derrotó a Dakota Kai (con Raquel González) y retuvo el Campeonato Femenino de NXT (17:13).[143]
  - Shirai cubrió a Kai después de un «Asai Moonsault».
  - Durante la lucha, González interfirió a favor de Kai
  - Después de la lucha, González atacó a Shirai, pero fue detenida por Rhea Ripley.
- Karrion Kross (con Scarlett) derrotó a Keith Lee y ganó el Campeonato de NXT (21:51).[143]
  - Kross cubrió a Lee después de un «Doomsday Saito» desde la tercera cuerda.

### NXT TakeOver 31
NXT TakeOver 31 tuvo lugar el 4 de octubre de 2020 desde el WWE Performance Center en Orlando, Florida, debido a la pandemia de COVID-19. El tema oficial del evento fue "Culture Head" de Corey Taylor. 

#### Resultados
En paréntesis se indica el tiempo de cada combate:
- Damian Priest derrotó a Johnny Gargano y retuvo el Campeonato Norteamericano de NXT (18:39).[144][145]
  - Priest cubrió a Gargano después de un «The Reckoning» sobre la segunda cuerda.
- KUSHIDA derrotó a Velveteen Dream (13:00).[144][146]
  - KUSHIDA forzó a Dream a rendirse con un «Hoverboard Lock» después de revertir un «Dream Valley Driver».
  - Antes de la lucha, KUSHIDA atacó a Dream.
  - Después de la lucha, KUSHIDA continuó atacando a Dream.
- Santos Escobar derrotó a Isaiah "Swerve" Scott y retuvo el Campeonato Peso Crucero Interino de NXT (15:14).[144][147]
  - Escobar cubrió a Scott después de un «Legado».
  - Durante la lucha, Raúl Mendoza y Joaquin Wilde interfirieron a favor de Escobar, mientras que Ashante "Thee" Adonis interfirió a favor de Scott.
- Io Shirai derrotó a Candice LeRae y retuvo el Campeonato Femenino de NXT (16:45).[144][148]
  - Shirai cubrió a LeRae después de un «Asai Moonsault»
  - Durante la lucha, Johnny Gargano interfirió a favor de LeRae.
  - Después de la lucha, Toni Storm apareció en un video grabado desafiando a Shirai a una lucha por el campeonato,
  - Después de la lucha, Ember Moon hizo su regreso a NXT desafiando a Shirai.
- Finn Bálor derrotó a Kyle O'Reilly y retuvo el Campeonato de NXT (28:28).[144][149]
  - Bálor cubrió a O'Reilly después de un «Coup de Grâce».
  - Después de la lucha, ambos se dieron la mano en señal de respeto.

### NXT TakeOver: WarGames (2020)
NXT TakeOver: WarGames (2020) tuvo lugar el 6 de diciembre de 2020 desde el Capitol Wrestling Center en Orlando, Florida, debido a la pandemia de COVID-19. Los temas oficiales del evento fueron "Hydrochloride" de Ghostemane y "War Pigs" de Black Sabbath.

#### Resultados
En paréntesis se indica el tiempo de cada combate:
- Team Candice (Candice LeRae, Toni Storm, Dakota Kai & Raquel González) (con Indi Hartwell) derrotaron a Team Shotzi (Shotzi Blackheart, Ember Moon, Rhea Ripley & Io Shirai) en un WarGames Match (35:22).[150][151]
  - González cubrió a Shirai después de un «One-Arm Powerbomb» sobre una escalera.
  - Durante la lucha, Hartwell interfirió a favor de LeRae.
- Tommaso Ciampa derrotó a Timothy Thatcher (16:46).[150][152]
  - Ciampa cubrió a Thatcher después de un «Willow's Bell».
- Dexter Lumis derrotó a Cameron Grimes en un Strap Match (12:52).[150][153]
  - Lumis forzó a Grimes a rendirse con un «Silence».
- Johnny Gargano derrotó a Leon Ruff (c) y Damian Priest y ganó el Campeonato Norteamericano de NXT (17:28).[150][154]
  - Gargano cubrió a Ruff después de un «One Final Beat».
  - Durante la lucha, Austin Theory disfrazado de Ghostface interfirió a favor de Gargano.
- The Undisputed Era (Adam Cole, Bobby Fish, Kyle O'Reilly & Roderick Strong) derrotaron a Team McAfee (Pat McAfee, Pete Dunne, Oney Lorcan & Danny Burch) en un WarGames Match (45:01).[150][155]
  - O'Reilly cubrió a Lorcan después de un «Diving Knee Drop» sobre una silla.

### NXT TakeOver: Vengeance Day
NXT TakeOver: Vengeance Day tuvo lugar el 14 de febrero de 2021 desde el Capitol Wrestling Center en Orlando, Florida, debido a la pandemia de COVID-19. El tema oficial del evento fue "Obey" de Bring Me the Horizon feat. Yungblud.

#### Resultados
En paréntesis se indica el tiempo de cada combate:
- Dakota Kai & Raquel González derrotaron a Shotzi Blackheart & Ember Moon y ganaron el Dusty Rhodes Women's Tag Team Classic y una oportunidad por el Campeonato Femenino en Parejas de la WWE (17:40).[156][157]
  - González cubrió a Blackheart después de un «One-Arm Powerbomb».
- Johnny Gargano derrotó a KUSHIDA y retuvo el Campeonato Norteamericano de NXT (24:50).[156][158]
  - Gargano cubrió a KUSHIDA después de dos «One Final Beat».
- MSK (Wes Lee & Nash Carter) derrotaron a Grizzled Young Veterans (James Drake & Zack Gibson) y ganaron el Dusty Rhodes Tag Team Classic y una oportunidad por el Campeonato en Parejas de NXT (18:26).[156][159]
  - Lee cubrió a Drake después de un «Hot Fire Flame».
- Io Shirai derrotó a Toni Storm y Mercedes Martinez y retuvo el Campeonato Femenino de NXT (12:13).[156][160]
  - Shirai cubrió a Martinez después de un «Asai Moonsault» sobre el cuerpo de Storm.
- Finn Bálor derrotó a Pete Dunne y retuvo el Campeonato de NXT (25:11).[156][161]
  - Bálor cubrió a Dunne después de un «Coup de Grâce» seguido de un «1916».
  - Después de la lucha, Dunne, Oney Lorcan & Danny Burch atacaron a Bálor, pero fueron detenidos por The Undisputed Era (Adam Cole, Kyle O'Reilly & Roderick Strong).
  - Después de la lucha, Cole atacó a Bálor y O'Reilly.

### NXT TakeOver: Stand & Deliver
NXT TakeOver: Stand & Deliver tuvo lugar el 7 y 8 de abril de 2021 desde el Capitol Wrestling Center en Orlando, Florida. El tema oficial del evento fue "The Triumph of King Freak (A Crypt of Preservation and Superstition)" de Rob Zombie. 

#### Resultados
En paréntesis se indica el tiempo de cada combate:

##### Noche 1: 7 de abril
- Pre-Show: Zoey Stark derrotó a Toni Storm (9:52).[162][163]
  - Stark cubrió a Storm después de revertir un «Strong Zero» en un «Roll-Up».
- Pete Dunne derrotó a KUSHIDA (10:39).[162][164]
  - Dunne cubrió a KUSHIDA después de un «Bitter End».
- Bronson Reed derrotó a Leon Ruff, Isaiah "Swerve" Scott, Cameron Grimes, Dexter Lumis y LA Knight en un Gauntlet Elimination Match y ganó una oportunidad por el Campeonato Norteamericano de NXT (23:14).[162][165]
  - Scott cubrió a Ruff después de un «Cave In» de Grimes.
  - Knight cubrió a Lumis con un «Roll-Up» mientras este se encontraba aplicándole un «Silence» a Grimes.
  - Reed cubrió a Knight después de un «Running Senton».
  - Scott cubrió a Grimes con un «Roll-Up».
  - Reed cubrió a Scott después de un «Tsunami».
  - Después de la lucha, Johnny Gargano salió a confrontar a Reed.
- WALTER derrotó a Tommaso Ciampa y retuvo el Campeonato del Reino Unido de NXT (16:59).[162][166]
  - WALTER cubrió a Ciampa después de un «Half Nelson Suplex» seguido de un «Backhand Chop».
  - Después de la lucha, WALTER celebró con los demás miembros de Imperium.
- MSK (Wes Lee & Nash Carter) derrotaron a Grizzled Young Veterans (James Drake & Zack Gibson) y Legado Del Fantasma (Raúl Mendoza & Joaquin Wilde) y ganaron el vacante Campeonato en Parejas de NXT (15:24).[162][167]
  - Lee cubrió a Gibson después de un «Hot Fire Flame».
- Raquel González (con Dakota Kai) derrotó a Io Shirai y ganó el Campeonato Femenino de NXT (12:56).[162][168]
  - González cubrió a Shirai después de un «One-Arm Powerbomb».
  - Durante la lucha, Kai interfirió a favor de González, pero fue expulsada por el árbitro.

##### Noche 2: 8 de abril
- Pre-Show: Killian Dain & Drake Maverick derrotaron a Breezango (Tyler Breeze & Fandango) y ganaron una oportunidad por el Campeonato en Parejas de NXT (8:38).[169][170]
  - Maverick cubrió a Fandango después de que Dain le aplicara a Maverick un «Powerbomb» sobre Fandango.
- El Campeón Peso Crucero Interino de NXT Santos Escobar derrotó al Campeón Peso Crucero de NXT Jordan Devlin en un Ladder Match para definir al Campeón Peso Crucero Indiscutido de NXT  (18:08).[169][171]
  - Escobar ganó la lucha después de descolgar los campeonatos.
  - Durante la lucha, Legado Del Fantasma (Raúl Mendoza & Joaquin Wilde) interfirieron a favor de Escobar.
- Ember Moon & Shotzi Blackheart derrotaron a The Way (Candice LeRae & Indi Hartwell) y retuvieron el Campeonato Femenino en Parejas de NXT (10:34).[169][172]
  - Blackheart cubrió a Hartwell después de un «Diving Senton».
- Johnny Gargano (con Austin Theory) derrotó a Bronson Reed y retuvo el Campeonato Norteamericano de NXT (16:23).[169][173]
  - Gargano cubrió a Reed después de dos «One Final Beat».
  - Durante la lucha, Theory interfirió a favor de Gargano.
- Karrion Kross (con Scarlett) derrotó a Finn Bálor y ganó el Campeonato de NXT (17:05).[169][174]
  - Kross cubrió a Bálor después de un «Time Indeep».
- Kyle O'Reilly derrotó a Adam Cole en un Unsanctioned Match (40:19).[169][175]
  - O'Reilly cubrió a Cole después de un «Diving Knee Drop» con una cadena envuelta alrededor de su rodilla sobre un silla.

### NXT TakeOver: In Your House (2021)
NXT TakeOver: In Your House (2021) tuvo lugar el 13 de junio de 2021 desde el Capitol Wrestling Center en Orlando, Florida. El tema oficial del evento fue "In Your House (2021 Remix)" de def rebel

#### Resultados
En paréntesis se indica el tiempo de cada combate:
- Bronson Reed & MSK (Wes Lee & Nash Carter) derrotaron a Legado Del Fantasma (Santos Escobar, Raúl Mendoza & Joaquin Wilde) y retuvieron el Campeonato Norteamericano de NXT y el Campeonato en Parejas de NXT (13:40).[176][177]
  - Reed cubrió a Mendoza después de un «Hot Fire Flame» de MSK seguido de un «Tsunami».
  - Ambos campeonatos estuvieron en juego.
- Xia Li (con Boa y Mei Ying) derrotó a Mercedes Martinez (7:40).[176][178]
  - Li cubrió a Martinez después de un «Cyclone Kick».
  - Después de la lucha, Martinez atacó a Boa, pero fue detenida por Ying.
- LA Knight derrotó a Cameron Grimes en un Ladder Match y ganó el Campeonato del Millón de Dólares (19:30).[176][179]
  - Knight ganó el combate después de descolgar el campeonato.
- Raquel González (con Dakota Kai) derrotó a Ember Moon y retuvo el Campeonato Femenino de NXT (12:40).[176][180]
  - González cubrió a Moon después de un «Chingona Bomb».
  - Durante la lucha, Kai interfirió a favor de González.
- Karrion Kross (con Scarlett) derrotó a Johnny Gargano, Kyle O'Reilly, Pete Dunne y Adam Cole y retuvo el Campeonato de NXT (26:15).[176][181]
  - Kross dejó inconsciente a O'Reilly con un «Kross Jacket».

### NXT TakeOver 36
NXT TakeOver 36 tuvo lugar el 22 de agosto de 2021 desde el Capitol Wrestling Center en Orlando, Florida. El tema de este fue "The Regress" del  grupo Seas on the Moon. Este fue el último pay-per-view de NXT bajo la insignia TakeOver. 

#### Resultados
En paréntesis se indica el tiempo de cada combate:
- Kick-Off: Ridge Holland (con Pete Dunne) derrotó a Trey Baxter (1:45).
  - Holland cubrió a Baxter después de un «Northern Grit».
- Cameron Grimes derrotó a LA Knight y ganó el Campeonato del Millón de Dólares (16:31).
  - Grimes cubrió a Knight después de un «Cave-In».
  - Durante la lucha, DiBiase interfirió a favor de Grimes.
  - Como resultado, Grimes dejó de ser el mayordomo de Knight.
  - Si Knight ganaba, Ted DiBiase debía convertirse en el mayordomo de Knight.
- Raquel González derrotó a Dakota Kai y retuvo el Campeonato Femenino de NXT (12:24).
  - González cubrió a Kai después de revertir un «Kaio Kick» con un «Chingona Bomb» desde la tercera cuerda.
  - Después de la lucha, Kay Lee Ray confrontó a González.
- Ilja Dragunov derrotó a WALTER y ganó el Campeonato del Reino Unido de NXT (22:03).
  - Dragunov forzó a WALTER a rendirse con un «Sleeper Hold».
  - Esta lucha fue calificada con 5.25 estrellas por el periodista Dave Meltzer, siendo la segunda lucha en la historia de NXT UK en recibir esta puntuación.
- Kyle O'Reilly derrotó a Adam Cole en un Three Stages of Hell Match (25:20).
  - O'Reilly cubrió a Cole después de revertir un «Panama Sunrise» con un «Roll-up» en una lucha regular.
  - Cole cubrió a O'Reilly después de un «Last Shot» en un Street Fight.
  - O'Reilly forzó a Cole a rendirse con un «Knee Bar» mientras se encontraba atado a las cuerdas con unas esposas en un Steel Cage Match.
  - Ésta fue la última lucha de Cole en WWE.
- Samoa Joe derrotó a Karrion Kross y ganó el Campeonato de NXT (12:24).
  - Joe cubrió a Kross después de un «Muscle Buster».
  - Esta fue la última lucha de Joe en WWE.